# Bosnien och Hercegovina i Eurovision Song Contest 2012
Bosnien och Hercegovina deltog i Eurovision Song Contest 2012 i Baku i Azerbajdzjan. 

## Internt val
Den 9 december 2011 meddelade BHRT att man skulle delta i det kommande årets upplaga av Eurovision Song Contest. Först gick det rykten om att Hari Mata Hari som representerat landet i Eurovision Song Contest 2006 där han blivit trea med låten "Lejla" skulle återvända 2012. Den 15 december stod det dock klart att Maya Sar skulle representera landet. I slutet av januari 2012 meddelade BHRT att programmet BH Eursong 2012 skulle hållas i mars och att Maya Sar då skulle presentera den låt som skulle bli landets bidrag i Baku. Den 15 februari avslöjades det att titeln på låten var "Korake ti znam", att den var skriven av Maya Sar själv och att den skulle släppas någon gång mellan den 10 och 15 mars. Den 15 mars presenterade hon låten "Korake ti znam" i ett speciellt TV-program. Bland gästartisterna fanns Marija Šestić, Deen och Laka som alla representerat Bosnien och Hercegovina vid Eurovision Song Contest tidigare år.

## Vid Eurovision
Bosnien och Hercegovina deltog i den andra semifinalen den 24 maj. Där hade de startnummer 17. De tog sig vidare till finalen som hölls den 26 maj. Där hade de startnummer 5. De hamnade på 18:e plats med 55 poäng. Bosnien och Hercegovina fick poäng från 9 av de 41 röstande länderna. De högsta poängen de fick från ett och samma land var två tiopoängare som gavs från Turkiet och Kroatien.